# 森倉円
森倉 円（もりくら えん、8月14日 - ）は、日本のイラストレーター、キャラクターデザイナー。女性。

## 人物
千葉県生まれ。2009年時点では4回の引越しを経験しており、当時は兵庫県に在住していた。
結婚のタイミングで全く違う職種を辞め、イラストの仕事を始める。
2005年、ライトノベル『インサイド・ワールド』（周防ツカサ：著、電撃文庫）の挿絵で商業デビュー。
イラスト製作以外にも、バーチャルYouTuber『キズナアイ』などのキャラクターデザインも手掛けている。

## 作品

### 画集
- ILLUSTRATION MAKING & VISUAL BOOK 森倉円（翔泳社、2019年[4]）- 電子書籍も刊
- Prism 森倉円作品集（パイ インターナショナル[5]、2025年）- 電子書籍も刊

### キャラクター原案
- 丸井グループ アニメCM「猫がくれたまぁるいしあわせ」[6]

### キャラクターデザイン
- 神代七代 学園X（キャラクターデザイン[7]）
- バーチャルYouTuber「キズナアイ」（キャラクターデザイン[8]、衣装デザイン、関連イラスト）
- プロジェクトイーブイ（「普久間 進」キャラクターデザイン[9]）
- 壽屋 プラモデル「創彩少女庭園」（キャラクターデザイン[10]、パッケージアート及び関連グッズのイラスト）
- iFreeタッチ（バーチャル・コンシェルジュ「リーナ」キャラクターデザイン[11]、メインビジュアル）
- プラチナ・トレイン（「式島つばさ」「函館ほくと」「佐世保みどり」「足摺みさき」「千社りにあ」キャラクターデザイン[12][13][14]、キービジュアル）
- プロジェクトセカイ カラフルステージ! feat. 初音ミク（「rose cage」衣装デザイン[15]）
- わんだらー 公式キャラクター「わん子としらす」（キャラクターデザイン[16]、メインビジュアル）
- 初音ミク×トーハク×ぶんかつ 〈冬木小袖〉ミク（デザイン、キービジュアル[17]）
- Princess Letter(s)! フロムアイドル（「雁矢よしの」キャラクターデザイン[18]、アイドル衣装デザイン）
- 塩野義製薬公式バーチャルYouTuber「シオノギカナデ」（キャラクターデザイン[19]、メインビジュアル）
- バーチャルYouTuber「乙女もか」（キャラクターデザイン[20]）
- プリマドール（「箒星」キャラクターデザイン[21]）
- PROJECT IM@S vα-liv（キャラクターデザイン[22]）
- LOOP8（キャラクターデザイン）[23]

### 小説
- インサイド・ワールド（電撃文庫、挿絵[24]）
- ユメ視る猫とカノジョの行方（電撃文庫、挿絵[25]）
- 全力おしゃれ少女☆ツムギ（集英社みらい文庫、挿絵[26]）
- マリアにおまかせ！（集英社みらい文庫、挿絵[27]）
- 蒼空のエムパイアー（ベストセラーズ、挿絵[28]）
- 保育の騎士とモンスター娘（角川スニーカー文庫、挿絵[29]）
- 死霊怪談 恐怖の一週間（集英社みらい文庫、挿絵[30]）
- 滅びゆく世界を救うために必要な俺以外の主人公の数を求めよ（角川スニーカー文庫、挿絵[31]）
- 俺んちに来た女騎士と田舎暮らしすることになった件（宝島社、挿絵[32]）
- アラフォーリーマンのシンデレラ転生（L-エンタメ小説、挿絵[33]）
- 夏目漱石ファンタジア（富士見ファンタジア文庫、挿絵[34]）

### 書籍
- これがワタシたちの小説ベストセレクション70（マッグガーデン、イラスト[35]）
- 絵師100人 100 masters of Bishojo painting（ビー・エヌ・エヌ、イラスト、パーソナルデータ掲載[36]）
- イラストでまなぶ！ 幕末ヒロイン事典（ホビージャパン、イラスト）
- MIKU-Pack music & artworks feat.初音ミク 12（KADOKAWA/アスキー・メディアワークス、イラスト）
- ILLUSTRATION 2017（翔泳社、イラスト）
- 下着の描き方（玄光社、2020年）、カバーイラスト
- 改訂第3版 センター試験 政治・経済の点数が面白いほどとれる本（KADOKAWA、表紙イラスト）
  - ― 現代社会の点数が面白いほどとれる本 （KADOKAWA、表紙イラスト）
- pixiv summer girls collection 年上彼女（ピクシブ、表紙イラスト）
- キズナアイ 1st写真集 AI（KADOKAWA、イラスト）
- コンプティーク 2018年11月号（KADOKAWA、表紙イラスト）
- Febri Vol.50（一迅社、表紙イラスト）
- くろタイツWIDE（GOT、イラスト）
- 化物語（13）特装版「化物画廊（バケモノギャラリ）」（講談社、イラスト）
- シロップ PURE おねロリ百合アンソロジー（双葉社、表紙イラスト）
- 猫とわたし。GRAPHICTION BOOKS（GOT、2021年、表紙イラスト）
- 季刊エス Vol.74 2021 7月号（徳間書店、表紙イラスト、メイキング、インタビュー）

### ゲーム
- スターオーシャン:アナムネシス（「フィア」「歌星レイミ」イラスト）
- イロドリミドリ マンガ動画 第12話『ユー・キャント・ハリー・ラブ』（エンドカードイラスト）
- イドラ ファンタシースターサーガ 応援イラスト
- Fate/Grand Order
  - ロード・エルメロイII世の事件簿 コラボレーションイベント「レディ･ライネスの事件簿」（概念礼装「次期当主会議」イラスト）
  - Fate/Grand_Order Waltz in the MOONLIGHT/LOSTROOM コラボレーションイベント「輝け！グレイルライブ!! 〜鶴のアイドル恩返し〜」（概念礼装「フラワー・サンシャイン」イラスト）
- プロジェクトセカイ カラフルステージ! feat. 初音ミク（記念イラスト）
- 放置少女 3周年記念イラスト
- ポケモンカードゲーム
  - ソード&シールド 拡張パック「漆黒のガイスト」（「カトレア」カードイラスト）
  - ソード&シールド 強化拡張パック「イーブイヒーローズ」（「アロマなおねえさん」カードイラスト）
  - ソード＆シールド 拡張パック 「タイムゲイザー」 (「ナタネの活気」カードイラスト)
- ファンタジア・リビルド（「サンタ姿のリナ＝インバース」イラスト）

### イベント
- 初音ミク マジカルミライ 2015（イベント用イメージビジュアル）
- Kizuna AI 1st Live “hello, world”（衣装デザイン、メインビジュアル）
- メロンブックス オリジナル大同人祭（イラスト）
- A.I.Party！～Birthday with U～（衣装デザイン、メインビジュアル）
- 絵師100人展09（イラスト）
- 森倉円初個展「Girl Friend」（メインビジュアル）
- A.I. Party! 2019 〜 hello, how r u? 〜（メインビジュアル）
- KYOTO NIPPON FESTIVAL 2019（イラスト、2ndキービジュアル）
- 絵師100人展10（イラスト）
- 超こみっくトレジャー2020（カタログ表紙イラスト）
- 初音ミクシンフォニー2020（イラスト）
- 絵師100人展11（イラスト）
- Kizuna AI 5th Birthday Live“hA.I.Party 2021"（衣装デザイン、メインビジュアル）
- 最古×最新 京都ノ絵巻 新解釈展（「新訳：『鳥獣人物戯画』展」イラスト）
- 森倉円イラスト展「桜降る季節」（2023年、メインビジュアル）

### その他
- プリント一番くじ SONOCA×初音ミク（イラスト）
- SuperGroupies 初音ミクコラボランジェリー（イメージイラスト）
- 日本郵便 年賀状イラスト（2017年、2019年、2020年）
- 初音ミク フィギュア 2nd season Spring ver.（デザイン・イラスト）
- whiteeeen² ハニートースト（ジャケットイラスト）
- EXIT TUNES PRESENTS Megurinemotion feat.巡音ルカ-10th ANNIVERSARY BEST-（ジャケットイラスト）
- 上坂すみれ 生誕祭コラボグッズ（イラスト）
- ロッテ バレンタイン企画「ベイビーアイラブユーだぜ」（イラスト）
- Tカード 森倉円デザイン（イラスト）
- XP-PEN Artistシリーズ キャンペーン用イラスト
- 今年の漢字 2019年「縁」イメージイラスト
- 「イラストレーター 森倉円 - Drawing with Wacom」（イラスト、メイキング、インタビュー）
- ミズノ公式VTuber「deporuters」（記念イラスト）
- グッドスマイルレーシング レーシングミク 2021 Ver.（イラスト）
- Kizuna AI×花譜 愛と花-AI edition-（ジャケットイラスト）
- ロッテ バレンタイン企画「ピンクバレンタイン」（イラスト）
- ANIMA「ANW01」（パッケージイラスト）
- Kizuna AI 5th Birthday 記念イラスト
- ウェンディーズ ハピバ初音ミク HAPPY BIRTHDAY PARTY（メインビジュアル）
- PUI PUI モルカー 地上波再放送応援イラスト
- 永楽屋 コラボイラスト
- みんなの銀行・ピクシブ支店 バーチャルデビットカード（イラスト）
- プリマドール（キャラクター原案〈箒星〉、第3話エンディングイラスト・エンドカードイラスト）
- ピーエムオフィスエー 森倉円オリジナルイラスト [向日葵の女の子]